# جنيد الدمير
جنيد الدمير ( من مواليد 1973، توكات في تركيا ) هو طبيب أسنان وسياسي تركي ممثلًا في البرلمان عن حزب العدالة والتنمية عن مدينة توكات 

## الحياة الشخصية
ولد جنيد في عام 1973 في توكات. تخرج في عام 1995 من كلية طب الأسنان في جامعة غازي. بعد التخرج، بدأ في ممارسة طب الأسنان في توكات.

## الحياة السياسية
في عام 1998، تولى منصب في فرع حزب الرفاه للشباب في أنقرة تشانكايا. في عام 1998، تولى منصب عضو في مجلس إدارة حزب الفضيلة في توكات
من العام 2001 إلى العام 2007، شغل منصب رئيس مؤسس لحزب العدالة والتنمية في المركز.
من العام 2009 إلى العام 2011، تولى منصب نائب رئيس حزب العدالة والتنمية في توكات. تم انتخابه عضوا في مجلس توكات العام في انتخابات الإدارة المحلية في عام 2014.
في عام 2021، تم انتخابه رئيسا لحزب العدالة والتنمية في توكات. في عام 2023، استقال من منصب رئيس الحزب ليصبح مرشحا لعضوية البرلمان من توكات.
في الانتخابات العامة في تركيا في عام 2023، كان مرشحا لحزب العدالة والتنمية من توكات في المركز الثالث. تم انتخابه عضوا في البرلمان من توكات في الدورة الثامنة والعشرين. تم انتخابه للجنة الصحة والأسرة والعمل والشؤون الاجتماعية في البرلمان التركي.

## روابط خارجية
- كونيت الدمير على موقع الجمعية الوطنية التركية الكبرى نسخة محفوظة 2023-07-01 على موقع واي باك مشين.